# گلیکول اترها

اتیلن گلیکول مونو متیل اتر، یک گلیکول اتر

گلیکول اترها گروهی ای از ترکیبات شیمیایی متشکل از آلکیل اتر‌ها هستند که بر پایه گلیکول‌هایی مانند اتیلن گلیکول یا پروپیلن گلیکول هستند. آنها بیشتر به عنوان حلال در رنگ‌ها و پاک کننده‌ها استفاده می‌شوند. آنها خواص حلال خوبی دارند در حالی که نقطه جوش بالاتری نسبت به اترها و الکل‌ها، وزن مولکولی کمتر دارند.

## تاریخچه
نام " Cellosolve " سلو-سولو در سال ۱۹۲۴ به عنوان یک نشان تجاری در ایالات متحده آمریکا توسط شرکت Carbide & Carbon Chemicals Corporation (بخش از یونیون کاربید) برای "حلال‌های صمغ، رزین، استرهای سلولزی و موارد مشابه" به ثبت رسید. "Ethyl Cellosolve" یا به سادگی "Cellosolve" بیشتر از اتیلن گلیکول مونو اتیل اتر تشکیل شده است و به عنوان حلال ارزان‌تری جایگزین اتیل لاکتات معرفی شد. "Butyl Cellosolve" (اتیلن گلیکول مونوبوتیل اتر) در سال ۱۹۲۸ و "Methyl Cellosolve" (اتیلن گلیکول مونو متیل اتر) در سال ۱۹۲۹ معرفی شدند.

## انواع
گلیکول اترها به ترتیب "سری E" یا "سری P" برای آنهایی که از اکسید اتیلن یا پروپیلن اکسید ساخته شده‌اند، تعیین می‌شوند. به‌طور معمول، گلیکول اترهای سری E در داروها، ضدآفتاب‌ها، لوازم آرایشی، جوهر، رنگ‌ها و رنگ‌های مبتنی بر آب یافت می‌شوند، در حالی که اترهای گلیکول سری P در چربی زدایی‌ها، پاک کننده‌ها، رنگ‌های آئروسل و چسب‌ها استفاده می‌شوند. هر دو گلیکول اترهای سری E و P را می‌توان به عنوان واسطه‌هایی که تحت واکنش‌های شیمیایی بیشتری قرار می‌گیرند و دیترهای گلیکول و استات گلیکول اتر تولید می‌کنند، استفاده کرد. گلیکول اترهای سری P به عنوان سمیت کمتری نسبت به سری E به بازار عرضه می‌شوند.

## تأثیرات سلامتی
بیشتر گلیکول اترها محلول در آب، زیست تخریب پذیر هستند و تنها تعداد کمی سمی در نظر گرفته می‌شوند.
در اوایل دهه ۱۹۹۰، تحقیقات نشان داد که میزان سقط جنین نوزادان در بین زنانی که در کارخانه‌های نیمه‌رسانا کار می‌کردند و با گلیکول اترها تماس مستقیم یا غیر مستقیم داشتند، بسیار بالاتر از حد انتظار بود که به گلیکول اترها بازمی‌گردد و تماس با این ماده موجب این اثر بود که در مواد مقاوم به نور که نیم‌رسانا می‌پوشانند استفاده می‌شود.
یک مطالعه نشان می‌دهد که مواجهه و برخورد شغلی با گلیکول اترها در شرایطی با تعداد کم اسپرم متحرک مرتبط یافته‌ای که توسط صنایع شیمیایی مورد مناقشه قرار گرفته است.

## زیر کلاس‌ها

### حلال‌ها
- اتیلن گلیکول مونو متیل اتر (۲-متوکسی اتانول، CH 3 O CH 2 CH 2 OH)
- اتیلن گلیکول مونو اتیل اتر (۲-اتوکسی اتانول، CH 3 CH 2 O CH 2 CH 2 OH)
- اتیلن گلیکول مونوپروپیل اتر (۲-پروپوکسی اتانول، CH 3 CH 2 CH 2 O CH 2 CH 2 OH)
- اتیلن گلیکول مونو ایزوپروپیل اتر (۲-ایزوپروپوکسی اتانول، (CH 3) 2 CHO CH 2 CH 2 OH)
- اتیلن گلیکول مونوبوتیل اتر (۲-بوتوکسی اتانول، CH 3 CH 2 CH 2 CH 2 O CH 2 CH 2 OH)، یک حلال پرکاربرد در نقاشی‌ها و پوشش‌های سطحی، محصولات پاک کننده و جوهر
- اتیلن گلیکول مونوفنیل اتر (۲-فنوکسی اتانول، C 6 H 5 O CH 2 CH 2 OH)
- اتیلن گلیکول مونوبنزیل اتر (۲-بنزیلوکسی اتانول، C 6 H 5 CH 2 O CH 2 CH 2 OH)
- پروپیلن گلیکول متیل اتر، (۱-متوکسی-۲-پروپانول، CH3O CH2CH (OH ) CH3)
- دی اتیلن گلیکول مونو متیل اتر (۲-(۲-متوکسی آتوکسی) اتانول، متیل کاربیتول، CH 3 O CH 2 CH 2 O CH 2 CH 2 OH)
- دی اتیلن گلیکول مونو اتیل اتر (۲-(۲-اتوکسی آتوکسی) اتانول، کاربیتول سلوسولو، CH 3 CH 2 O CH 2 CH 2 O CH 2 CH 2 OH)
- دی اتیلن گلیکول مونو-n-بوتیل اتر (۲-(۲-بوتوکسی اتوکسی) اتانول، بوتیل کاربیتول، CH 3 CH 2 CH 2 CH 2 O CH 2 CH 2 O CH 2 CH 2 OH)
- دی پروپیلن گلیکول متیل اتر
- C12-15 parth-12 پلی اتیلن گلیکول اتر مورد استفاده به عنوان امولسیفایر در لوازم آرایشی

### دی آلکیل اترها
- اتیلن گلیکول دی متیل اتر (دی متوکسی اتان، مونوگلیم، CH 3 O CH 2 CH 2 O CH 3)، یک جایگزین با جوش بالاتر برای دی اتیل اتر و THF، همچنین به عنوان حلال برای پلی ساکاریدها، یک معرف در شیمی آلی فلزی و در برخی از الکترولیت های لیتیوم استفاده می‌شود.
- دی اتیلن گلیکول دی متیل اتر (۱-متوکسی-۲-(۲-متوکسی آتوکسی) اتان، دیگلیم، CH 3 O CH 2 CH 2 O CH 2 CH 2 O CH 3)
- تری اتیلن گلیکول دی متیل اتر (۲٬۵٬۸،11-Tetraoxadodecane، تریگلیم، CH 3 O CH 2 CH 2 O CH 2 CH 2 O CH 2 CH 2 O CH 3)
- تترااتیلن گلیکول دی متیل اتر (۲٬۵٬۸٬۱۱٬۱۴-پنتااکساپنادکان، تتراگلیم، CH 3 O CH 2 CH 2 O CH 2 CH 2 O CH 2 CH 2 O CH 2 CH 2 O CH 3)
- اتیلن گلیکول دی اتیل اتر (دی اتوکسی اتان، CH 3 CH 2 O CH 2 CH 2 O CH 2 CH 3)
- اتیلن گلیکول دی بوتیل اتر (دی بوتوکسی اتان، CH 3 CH 2 CH 2 CH 2 O CH 2 CH 2 O CH 2 CH 2 CH 2 CH 3)

### استرها
- اتیلن گلیکول متیل اتر استات (۲-متوکسی اتیل استات، CH 3 O CH 2 CH 2 OCOCH 3)
- اتیلن گلیکول مونو اتیل اتر استات (۲-اتوکسی اتیل استات، CH 3 CH 2 O CH 2 CH 2 OCOCH 3)
- اتیلن گلیکول مونوبوتیل اتر استات (۲-بوتوکسی اتیل استات، CH 3 CH 2 CH 2 CH 2 O CH 2 CH 2 OCOCH 3)
- پروپیلن گلیکول متیل اتر استات (۱-متوکسی-۲-پروپانول استات)